# Styloctenium mindorensis
Il pipistrello della frutta dal muso striato di Mindoro (Styloctenium mindorensis Esselstyn, 2007) è un pipistrello appartenente alla famiglia degli Pteropodidi, endemico di una delle Isole Filippine.

## Descrizione

### Dimensioni
Pipistrello di medie dimensioni, con la lunghezza della testa e del corpo tra 148 e 180 mm, la lunghezza dell'avambraccio tra 101 e 114 mm, la lunghezza del piede tra 31 e 36 mm, la lunghezza delle orecchie tra 22 e 24 mm e un peso fino a 168 g.

### Aspetto
La pelliccia è corta, soffice e setosa. Le parti dorsali variano dal biancastro al bruno-arancione, mentre le parti ventrali e la testa sono giallo-brunastre. È presente una macchia allungata di peli bianchi su ogni spalla e nei maschi una sottile striscia dorsale scura. La base dei peli è ovunque marrone scura. Il muso è lungo ed affusolato, una sottile striscia bianca lo attraversa, terminando appena in mezzo agli occhi. Su ogni lato della testa sono presenti due macchie bianche, la prima è situata nella zona sopraciliare mentre l'altra si estende dall'angolo posteriore della bocca fino alle narici nel labbro superiore, e sotto il mento in quello inferiore. Gli occhi sono grandi. Le orecchie sono di dimensioni moderate, arrotondate, più chiare alla base e con i margini scuri. La tibia è densamente ricoperta di peli. Le ali sono attaccate sulla schiena e posteriormente alla base del secondo dito del piede. È privo di coda, mentre l'uropatagio è ridotto ad una sottile membrana lungo la parte interna degli arti inferiori. Il calcar è corto.

## Biologia

### Alimentazione
Si nutre di frutta.

## Distribuzione e habitat
Questa Specie è conosciuta soltanto sull'Isola di Mindoro, nelle Filippine.
Vive in foreste di pianura fino a 100 metri di altitudine.

## Conservazione
La IUCN Red List, considerato che la specie è stata scoperta di recente, e non ci sono ancora sufficienti informazioni sulla sua popolazione, il suo habitat e le possibili minacce, classifica S. mindorensis come specie con dati insufficienti (DD).